# Nordmann Unternehmensgruppe
Die Nordmann Unternehmensgruppe ist eine im Bereich Gastronomie, Großhandel und Einzelhandel mit Getränken tätige Unternehmensgruppe mit Sitz in Wildeshausen (Stammhaus) und Stralsund (Sitz der Holding). Das Unternehmen existiert seit 1908.

## Geschäftsfelder
Die Geschäftsfelder der Gruppe sind Großhandel, Einzelhandel, Gastronomie, Marken und Produkte und Dienstleistungen.
Im Einzelhandel ist Nordmann vertreten durch die Marken „Zisch“ (6 Märkte), „Getränke Partner“ (500 Partner), GetränkePartner-Company & Convenience GmbH (GP-C&C) und Nordmann Einzelhandelsvertriebsgesellschaft (NEV). Nordmann ist aktiv mit den Firmen „Getränke Nordmann Wildeshausen“ in Wildeshausen, „Getränke Nordmann Stralsund“ in Stralsund, „Getränke Nordmann GmbH“ in Berlin sowie der „NGV GmbH“ in Hamburg. 
Als Bier-Verlag gibt es zudem seit 2015 die Hamburg Beer Company (HBC), die seit 2017 auch den Import von US-Craft Beer betreibt. Seit dem 1. März 2018 hat die HBC auch den exklusiven Import des Craft-Beer-Marktführers aus Skandinavien mit Sitz im dänischen Kopenhagen: Mikkeller, sowie bereits seit dem 1. Februar 2018 der BrewDog-Biere aus Schottland. Weitere exklusive Verträge für den Import nach Deutschland bestehen mit den Biermarken La Trappe aus den Niederlanden, McGargels aus Irland und Duvel Moortgart aus Belgien.
Im Bereich Marken und Produkte vereint die Nordmann-Unternehmensgruppe die „ecodrinks GmbH“ in Hamburg, die „Landwert Bio Premium GmbH“ Stralsund, „A.M.E... GmbH“ in Stralsund und „Getränke Nordmann Wildeshausen“. Hergestellt werden die Getränke, Alosa-Mineralwasser, „Mudder Schulten“-Säfte, der Weizenkorn „Nordmänner“, der Aquavit „Kranichwasser“ und die Sektmarken „Flirt“ und „Wittekind“ sowie die Biermarke Ratsherrn.

## Geschichte
Am 12. Dezember 1908 gründete Fritz Nordmann in Twistringen einen Bierverlag und brachte mittels Pferdewagen Bier zu seinen Kunden. Nach dem Ersten Weltkrieg, in dem der Firmengründer in Kriegsgefangenschaft geriet, zog die Familie Nordmann nach Wildeshausen. Hier pachtete sie das Gebäude des ehemaligen Lieferanten Schloss Wittekind. Vertrieben wurden Biere der Hemelinger Actien Brauerei. 1924 trat Fritz Nordmann II., Sohn des Firmengründers, in das Unternehmen ein. Das Geschäft entwickelte sich. Fritz Nordmann II. gründete wenige Jahre später einen eigenen Betrieb, in dem er Hältinger Bier vertrieb. 1926 wurde das Stammhaus in der Sögestraße gegründet und die erste Abfüllanlage für Erfrischungsgetränke angeschafft. Im Zweiten Weltkrieg geriet Fritz Nordmann II. in Gefangenschaft, der Betrieb aber lief trotz großer Schwierigkeiten weiter. Nach der Rückkehr Fritz Nordmann II. wurden die beiden Betriebe zusammengeschlossen.
Durch einen Konzessionsvertrag der Sinalco AG 1950 konnte Nordmann das Vertriebsgebiet erweitern, ab 1951 verlieh das Unternehmen auch Festzelte. 1957 begann eine Zusammenarbeit mit der König-Brauerei, Dortmunder Union-Brauerei und Apollinaris. Ausländische Biere und Fruchtsäfte wurden ins Sortiment aufgenommen. 1959 wurde eine moderne Limonadenabfüllanlage angeschafft. 1970 begann Nordmann das Geschäft mit dem Getränkeeinzelhandel mit der Eröffnung des ersten Getränkefachmarktes (Zisch). 2008 wurden rund 60 Zisch-Märkte in Norddeutschland teils in Eigenregie und teils in Franchise betrieben.
1973 zog das Stammhaus in den Bargloyer Weg in Wildeshausen. 1987 erwarb Nordmann das Traditionsunternehmen Beckröge in Bremen und 1989 die Haake-Beck-Niederlassung in Vechta. Nach der Wende in der DDR engagierte sich das Unternehmen Nordmann stark im Osten Deutschlands. 1990 wurden Betriebe in Samtens (19. März 1990) und Pasewalk (1. August 1990) gegründet sowie die Rolinck-Niederlassung in Oldenburg übernommen. 1991 wurde in Stralsund die Stralsunder Brauerei und der Stralsunder Mineralbrunnen übernommen und damit die Entwicklung weiterer hauseigener Produkte intensiviert.
1995 wurden am Standort Stralsund und in Greifswald die Restaurants Alter Fritz eröffnet. 1998 folgte ein weiterer Alter Fritz in Rostock und die Übernahme der Firma Bier-Klein aus Bremen. 2000 wurde die Alte Brauerei in Stralsund als Veranstaltungsstätte eröffnet. 2001 wurden die Firmen Quandt und 2003 die Firma Jürgen Quandt Getränke übernommen. Ebenfalls 2001 öffnete das Unternehmen ein Museum zur Firmengeschichte. 2008 beging das Unternehmen Nordmann sein 100-jähriges Jubiläum.
2010 wurde die Unternehmensgruppe entflochten: Jürgen Nordmann gründete die Kontor N Vermögensverwaltungs GmbH als Holding für die bisherigen Unternehmensteile Beckröge, Störtebeker, Logipack und den Systemgastronomiebetreiber Raum & Gast mit Sitz in Bremen.
2011 wurde die Getränkefachmarktkette Zisch teilweise in Getränke Partner Abholmärkte (GP) umgewandelt. Zusätzlich beteiligte sich die Nordmann Unternehmensgruppe 2011 an der GAM Partner GmbH in Töging a. Inn. Im Getränke Partner (GP) System sind aktuell 1200 Märkte organisiert. Aus Zisch wurde eine Großhandelsplattform entwickelt.
2016 wurden die Systemgeschäfte (NEV, NGV, GP C&C) mit Beibehaltung einer Mehrheitsbeteiligung als Team Beverage AG ausgegliedert; 2017 übernahm die Transgourmet Deutschland die Mehrheit daran.